# 中国人民银行
中国人民银行，曾简称人民银行，在中国大陆亦通称为央行、人行，是中华人民共和国的中央银行，也是国务院组成部门之一，总行位于北京市，主要职责是拟订金融业改革和发展战略规划、制定和执行货币政策、汇率政策，承担最后贷款人的责任等。在2018年之前，中国人民银行曾是世界上资产规模最大的中央银行。
中国人民银行的前身是中国共产党于1931年在中华苏维埃共和国成立的中华苏维埃共和国国家银行。1948年12月1日，在中华人民共和国成立前夕，中国人民银行在河北省石家庄以华北银行为基础，合并北海银行和西北农民银行组建而成，并开始发行人民币。1978年以前，中国人民银行同时兼具中央银行和商业银行职能。中国决定进行改革开放后，1979年后相继建立中国农业银行、中国银行等。1983年9月，中国国务院决定中国人民银行专门行使国家中央银行职能，另外成立中国工商银行承办工商信贷和储蓄业务。1995年3月18日，中华人民共和国第八届全国人民代表大会第三次会议通过了《中华人民共和国中国人民银行法》，以法律形式确立中国人民银行为中央银行。2005年8月10日，中国人民银行成立上海总部。
中国人民银行内设20个部门，下设2个营业部，31个省级行政区分行，5个计划单列市分行和317个地级行政区分行。

## 沿革

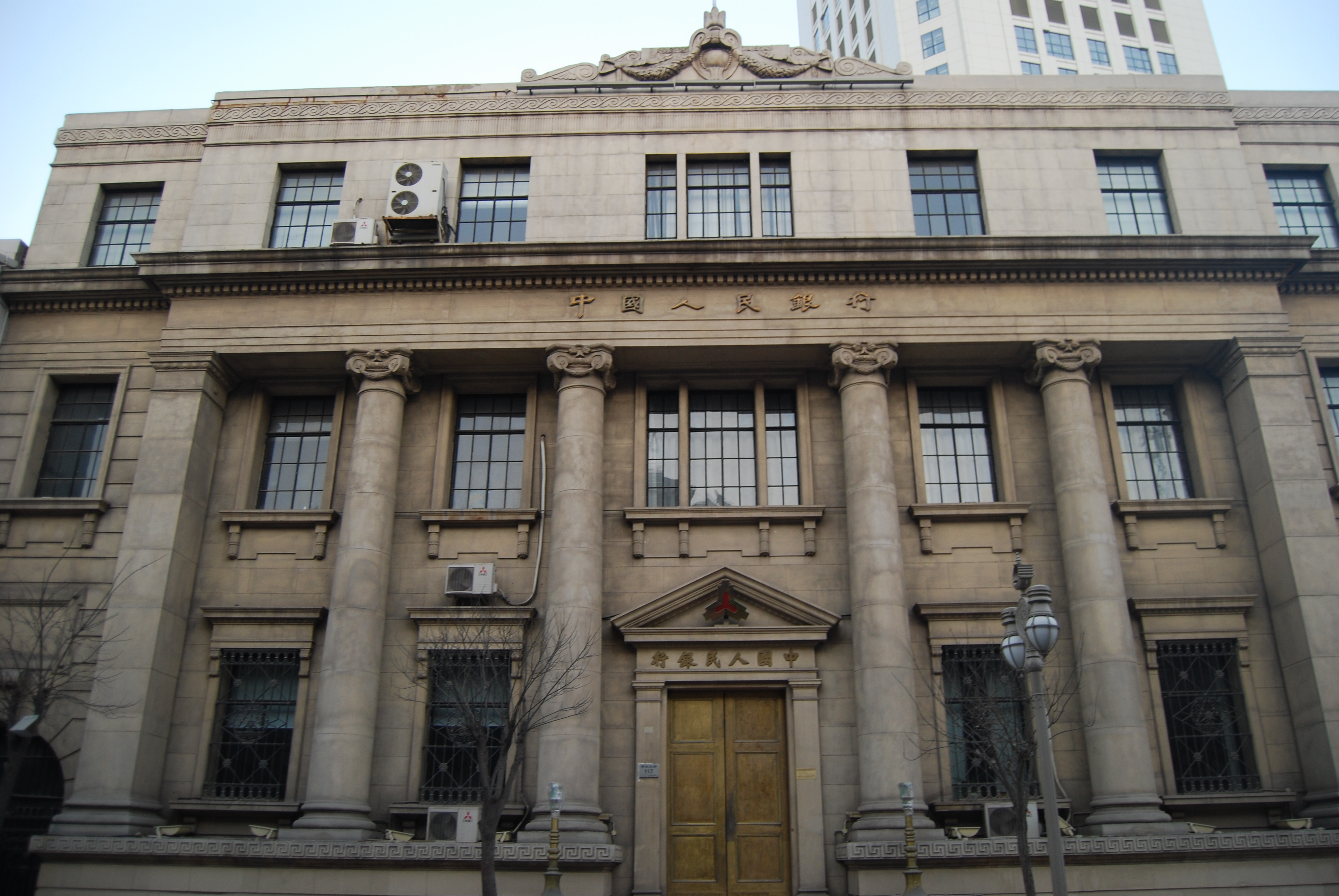
中国人民银行天津分行大楼。

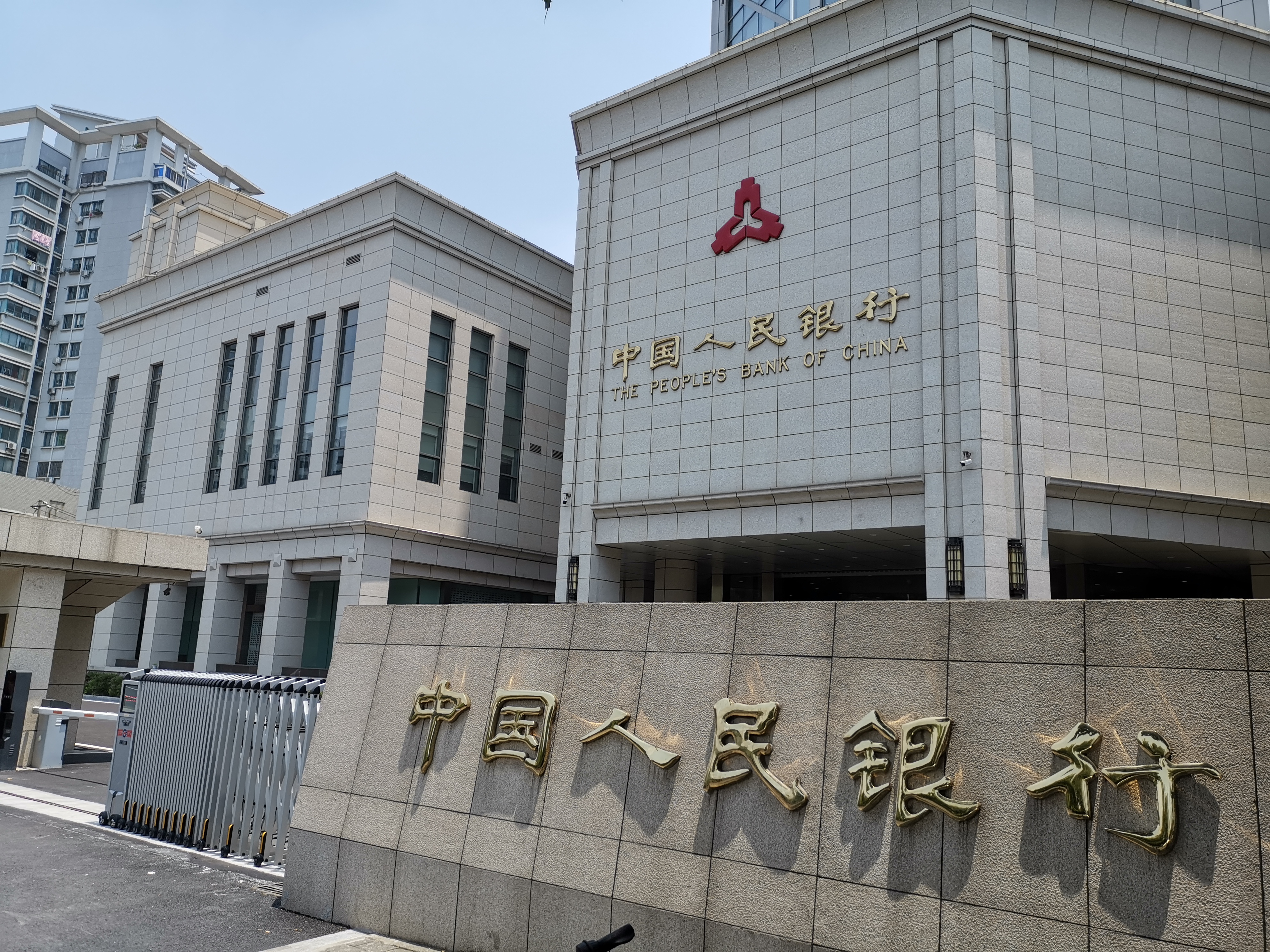
中国人民银行无锡市中心支行建筑上的行名题字。

### 建立初期
第一次国共内战时，1931年11月，在江西瑞金召开的“全国苏维埃第一次代表大会”通过决议成立“中华苏维埃共和国国家银行”，并且发行货币。此后抗日战争和第二次国共内战时期，中国共产党领导的政权被分割成彼此不相连的区域，各根据地建立了相对独立、分散管理的根据地银行，并且各自发行货币在本根据地内流通。
1947年10月，中共中央根据董必武的提议，决定筹备建立各解放区统一的银行，名称为中国人民银行。不久，华北财经办事处（简称华北财办）下设中国人民银行筹备处。1948年5月15日，中共中央任命董必武为中共中央财政经济部部长，华北财办结束，所经办未完事项一律交中共中央财政经济部办理。该部附设中国人民银行筹备处。
1948年11月22日，《华北人民政府训令》规定：“华北银行、北海银行、西北农民银行合并为中国人民银行，以原华北银行为总行，所有三行发行之货币，及其对外之一切债权债务均由中国人民银行负责承受；于本年12月1日起，发行中国人民银行钞票，定为华北、华东、西北三区的本位货币，统一流通；所有公私款项收付及一切交易，均以新币为本位货币。”新币发行之后，冀币、边币、北海币、西农币，逐渐收回；旧币未收回之前，旧币与新币固定比价，照旧流通，不得拒用；新旧币比价规定如下：新币对冀币、北海币均为1:100，即中国人民银行一元钞票等于冀南银行钞票或北海银行钞票一百元。对边币为1:1000，对西农币为1:2000。并规定军民人等一体遵行，如拒绝使用，或私定比价，投机取巧，扰乱金融，将严惩不贷。”华北人民政府又将一些地区的银行改为中国人民银行分行，如“晋东南根据地的冀南银行太行区第三分行，同时改名为中国人民银行太行区第三分行，并开始办理發行人民币、收回冀南票及其他金融业务。”
1948年12月1日，中国人民银行在河北省石家庄市成立。中国人民银行是以华北银行为基础，合并北海银行、西北农民银行组建。华北人民政府当天发出布告称，由中国人民银行发行的人民币在华北、华东、西北三区的统一流通。1949年2月，中国人民银行从石家庄市迁入北平。1949年9月，中国人民政治协商会议第一届全体会议通过《中华人民共和国中央人民政府组织法》，将中国人民银行纳入政务院的直属单位系列，接受政务院财政经济委员会指导，与中央人民政府财政部保持密切联系，赋予其国家银行职能，承担发行国家货币、经理国家金库、管理国家金融、稳定金融市场、支持经济恢复和国家重建的任务。
到1952年国民经济恢复时期结束时，中国人民银行作为国家银行，建起了全国垂直领导的组织机构体系；统一了人民币发行，逐步收兑了各解放区发行的货币，全部清楚并且限期兑换了原中华民国政府发行的各类货币，使人民币成为全国统一货币；对各类金融机构实行统一管理。中国人民银行运用货币发行和货币政策，扭转了中华人民共和国成立初期金融市场混乱的状况，终结了中华民国政府遗留的长达二十年的恶性通货膨胀。同时，中国人民银行按照“公私兼顾、劳资两利、城乡互助、内外交流”的政策，配合工商业的调整，支持了国营经济的迅速成长，适度增加了对私营经济、个体经济的贷款，为稳定人民币币值和恢复发展国民经济做出了贡献。

### 计划经济体制时期
随着社会主义改造的迅速推进，私营金融业被纳入公私合营银行，形成了集中统一的金融体制，中国人民银行作为国家金融管理和货币发行的机构，既是管理金融的国家机关，也是全面经营银行业务的国家银行。1953年起，逐步建立了集中统一的综合信贷计划管理体制，实行“统存统贷”的管理办法，银行信贷计划纳入国家经济计划。
1954年11月25日，第一届全国人民代表大会常务委员会第二次会议批准中国人民银行为国务院直属机构。1955年1月，中共中国人民银行党组小组改为中共中国人民银行党组。1962年6月13日，中共中央、国务院下发《关于改变中国人民银行在国家组织中地位的通知》，决定中国人民银行总行由国务院直属机构改为国务院所属部委级机构，总行行长为国务院全体会议成员。1956年底，中国人民银行总行机关司局达到19个，工作人员2,088名。“大跃进”时期银行工作遭削弱。1961年，总行司局减至9个，工作人员减至820人。1962年，中共中央、国务院决定加强银行工作，充实银行干部。截至1965年底，总行内设办公厅、计划局、工业信贷局、会计发行局、人民公社局、会计辅导局、信用合作局、国营拨款局、印制局、国外业务局、参事室及政治部、中监委派驻监察组等18个司局机构，工作人员1,325人。
文化大革命时期，1967年9月，军代表樊九思、副军代表张桂馥进驻中国人民银行，成立“三结合”班子，实行军代表制。当时大批领导干部被停止工作，各职能司局撤并，仅保留政工和业务两个大组维持工作。1970年6月，中共中央、国务院批示财政部与中国人民银行合并，建立财政部革命委员会和财政部党的核心小组。两机构合并后，中国人民银行的名义仍保留。
1977年11月28日，国务院发出《关于整顿和加强银行工作的几项规定》，确定中国人民银行作为国务院部委机构，与财政部分设。1978年3月，第五届全国人民代表大会第一次会议批准恢复中国人民银行为部委级机构，与财政部分设。中国人民银行作为国家银行，主管全国金融政策、货币发行、信贷计划和资金调度。

### 改革开放初期

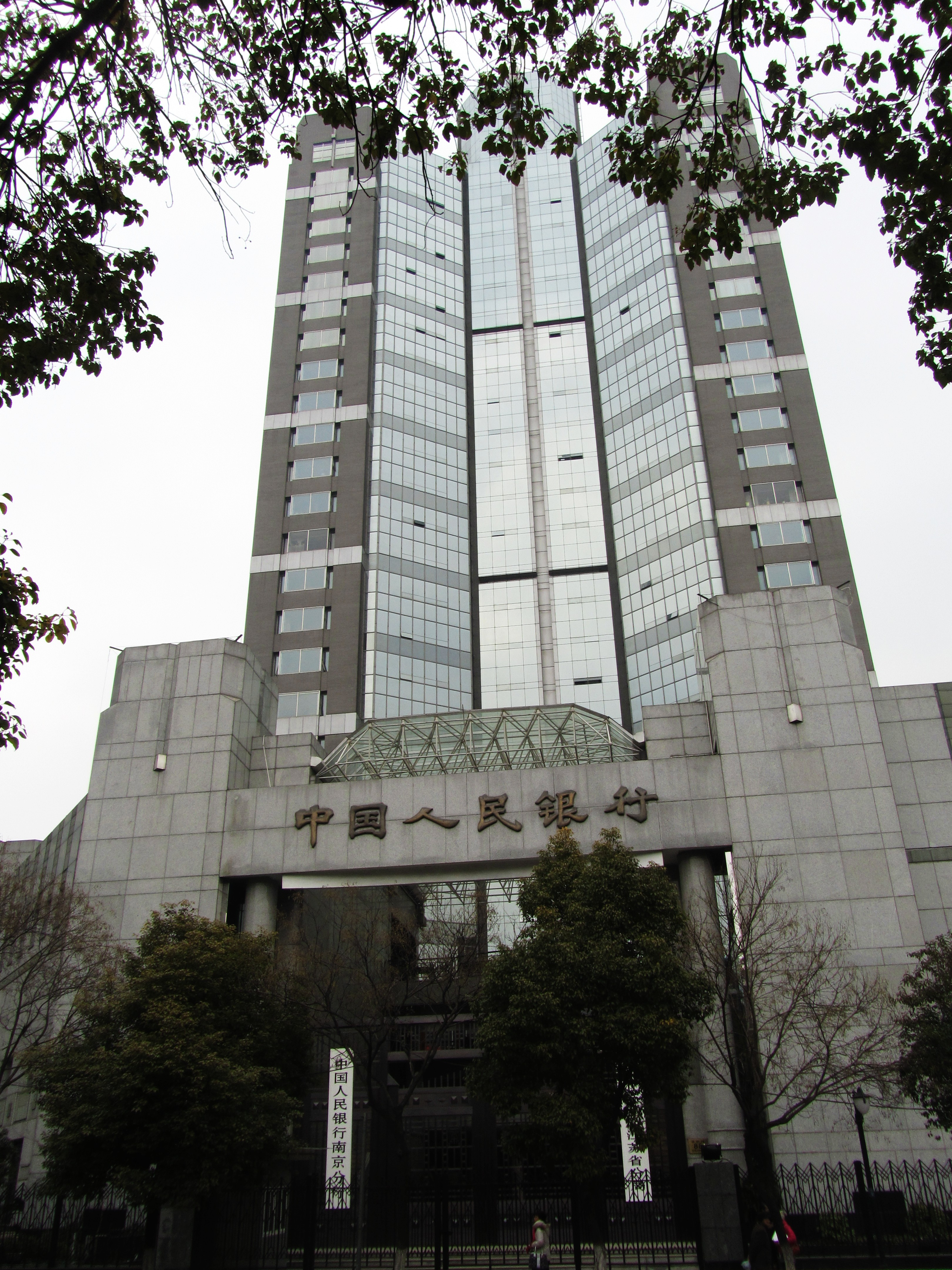
中国人民银行南京分行大楼。

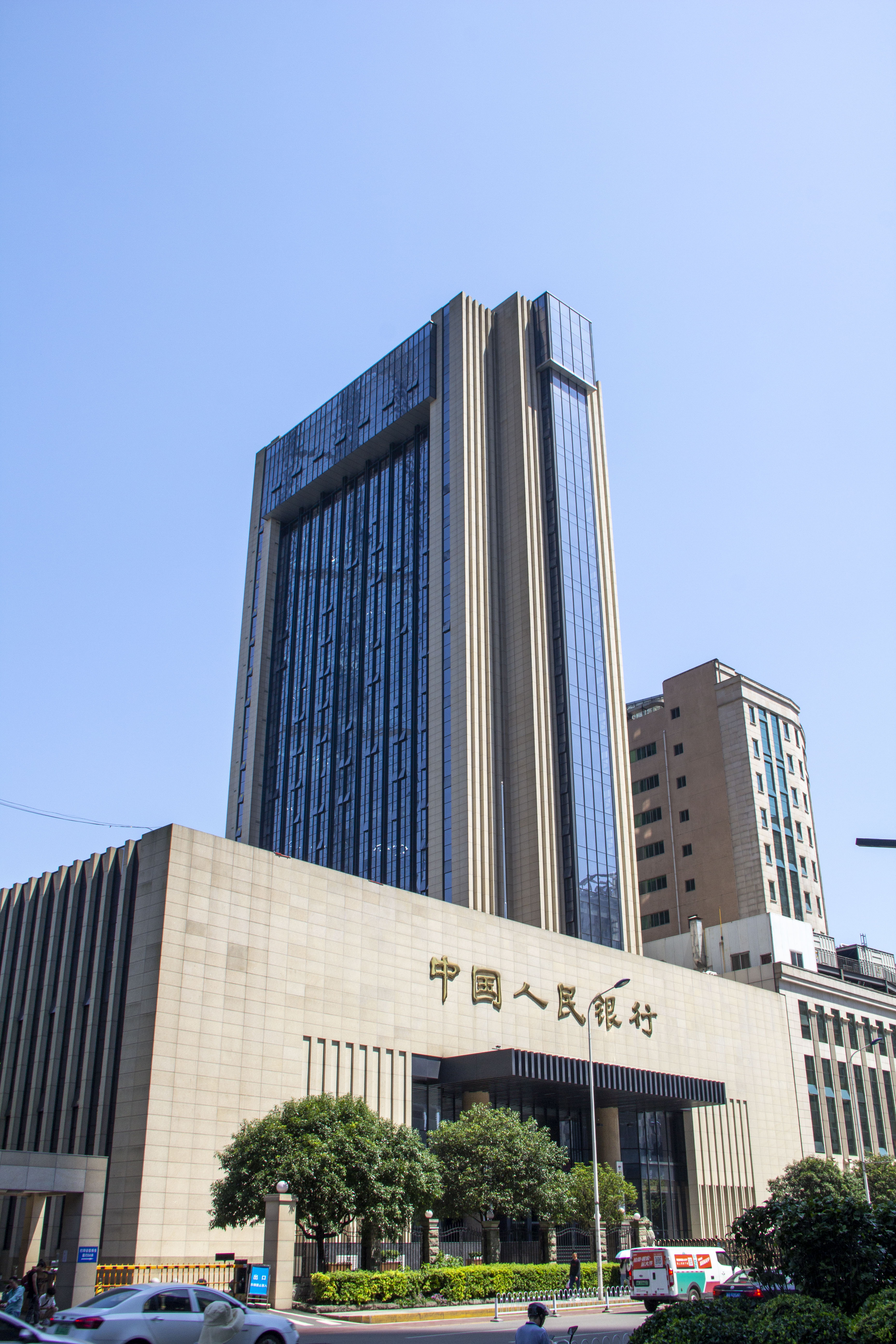
中国人民银行长沙中心支行大楼。

改革开放时期，1979年1月恢复了中国农业银行。同年3月，改革了中国银行的体制，使中国银行成为国家指定的外汇专业银行；同时设国家外汇管理局。后来又恢复了国内保险业务，重建中国人民保险公司；各地还陆续组建了信托投资公司和城市信用合作社，形成了金融机构多元化和金融业务多样化的局面。1982年7月，国务院批转中国人民银行的报告，进一步强调“中国人民银行是我国的中央银行，是国务院领导下统一管理全国金融的国家机关”，由此开始了组建专门的中央银行体制的准备工作。1983年9月17日，国务院决定，由中国人民银行专门行使中央银行的职能，并具体规定了中国人民银行的十项职责。1984年1月1日起，中国人民银行开始专门行使中央银行的职能；同时新设中国工商银行，中国人民银行原先承担的工商信贷和储蓄业务由中国工商银行专营；中国人民银行分支行的业务实行垂直领导；设中国人民银行理事会，作为协调决策机构；建立存款准备金制度和中央银行对专业银行的贷款制度，初步确立了中央银行制度框架。
1982年国务院机构改革，保留中国人民银行，主要任务是：“贯彻执行党和国家关于经济工作的路线、方针、政策，拟订金融工作的方针、政策、法规和基本制度，负责金融行政管理和国家货币发行，管理工商信贷和城镇储蓄业务。”1987年底，中国人民银行下设30个司局：办公厅、综合计划司、货币发行司、金融管理司、外事局、国家外汇管理局、教育司、人事司、会计司、稽核司、国库司、资金管理司、调查统计司、条法司、行政司、老干部局、参事室，工作人员1,901人。
1988年国务院机构改革，根据同年10月20日国家机构编制委员会批准的中国人民银行“三定”方案，中国人民银行专门行使中央银行职能，是国务院领导和管理全国金融事业的国家机关，主要任务是：“运用经济的、法律的和行政的手段适当地控制全社会的信贷规模和货币供应量，防止恶性通货膨胀、保持货币稳定、保障经济的稳定和发展、促进企业提高经济效益；管好金融市场，建立金融市场的新秩序；贯彻‘国家调节市场、市场引导企业’的原则，通过调整金融市场的利率和供应关系变动趋势，引导企业正确地进行决策；对全国的金融机构和业务实行统一的归口管理。”此次机构改革中，中国人民银行调整了内设机构，设21个司局级机构：办公厅、政策研究室、综合计划司、资金司、金融机构管理司、业务稽核司、金融体制改革司、国际金融组织司、外事局、调查统计司、条法司、货币发行司、金银管理司、会计司、国库司、保险企业管理司、金融市场管理局、教育司、人事司、行政司、基本建设司。总行机关行政编制1,250人（含工勤人员）。1990年8月9日，国家机构编制委员会批准中国人民银行调整内设司局机构：综合计划司与资金司合并，设计划资金司；撤销保险企业管理司、金融市场管理局，职责交金融机构管理司承担；设信托储蓄管理司；设金融科技司。调整后的职能司局共20个。此外设有机关党委、机关纪委和附属行政机构参事室、老干部局，派驻机构监察局。另有10个直属事业单位。1993年国务院机构改革，保留中国人民银行。

### 金融体制改革后
1993年，按照国务院《关于金融体制改革的决定》，中国人民银行进一步强化金融调控、金融监管和金融服务职责，划转政策性业务和商业银行业务。1995年3月18日，第八届全国人民代表大会第三次会议通过《中华人民共和国中国人民银行法》，第一次以国家立法形式确定了中国人民银行是中华人民共和国的中央银行。《中华人民共和国中国人民银行法》规定，“中国人民银行的全部资本由国家出资，属于国家所有。”“中国人民银行在国务院的领导下，依法独立执行货币政策，履行职责，开展业务，不受地方政府、各级政府部门、社会团体和个人的干涉。”
经过机构调整，中国人民银行内设办公厅、计划资金司、政策研究室、条法司、调查统计司、银行司、保险司、非银行金融机构管理司、金融市场管理司、稽核监督局、支付与科技司、国际司、外资金融机构管理司、货币金银司、会计司、国库司、人事司、教育司18个职能司局和机关党委、思想政治工作办公室。总行机关行政编制910人。另外，附属行政机构有离退休干部局、派驻机构监察局，还有9个直属事业单位、1个直属企业单位。1997年8月，中国人民银行增设农村合作金融监督管理局，行政编制38人。调整后的中国人民银行职能司局增至19个，总行行政编制948人。
1998年国务院机构改革，保留中国人民银行。此次机构调整后，中国人民银行内设13个职能司局：办公厅、条法司、货币政策司、银行监管一司、银行监管二司、非银行金融机构监管司、合作金融机构监管司、统计司、会计财务司、支付科技司、国际司、内审司、人事教育司。总行机关行政编制500人。另设研究局、货币金银局、国库局、保卫局、培训中心，作为支持服务机构。附属行政机构有离退休干部局、中国人民银行纪检委（监察部驻金融系统监察局）；另外有9个直属事业单位、1个直属企业。1998年6月，中国人民银行总行成立党委。
按照1998年中央金融工作会议的部署，1998年11月15日，中共中央、国务院决定，对中国人民银行管理体制实行改革，撤销省级分行，设立跨省（自治区、直辖市）的九家分行，同时成立人民银行系统党委，对党的关系实行垂直领导，对干部实行垂直管理。
根据国务院的决定，人民银行设立的九个跨省区市分行分别是：天津分行（管辖天津、河北、山西、内蒙古）；沈阳分行（管辖辽宁、吉林、黑龙江）；上海分行（管辖上海、浙江、福建）；南京分行（管辖江苏、安徽）；济南分行（管辖山东、河南）；武汉分行（管辖江西、湖北、湖南）；广州分行（管辖广东、广西、海南）；成都分行（管辖四川、贵州、云南、西藏）；西安分行（管辖陕西、甘肃、青海、宁夏、新疆）。
撤销北京分行和重庆分行，分别由“总行营业管理部”和“总行重庆营业管理部”履行所在地中央银行职责。非分行所在地省会城市，由原省、市两级人民银行合并重组为人民银行中心支行，如，中国人民银行杭州中心支行。非省会城市所在地级城市人民银行，统一更名为人民银行市级中心支行，如中国人民银行宁波市中心支行。与此同时，在各省会设立以城市定名的监管办事处；如，中国人民银行天津分行太原监管办事处，各监管办事处直接隶属所在区域分行领导，主要承担对所在省区金融机构进行现场检查之职责。
2001年起，原由分行承担的各项业务管理工作职责在人民银行总行的统一组织下，陆续划归各省会城市中心支行承担。其后，各分行仍然掌握着辖区内重要职务的人事任免权力。
2003年，根据中共十六届二中全会审议通过的《关于深化行政管理体制和机构改革的意见》和十届全国人大一次会议批准的国务院机构改革方案，将中国人民银行对银行、金融资产管理公司、信托投资公司及其他存款类金融机构的监管职能分离出来，并和中共中央金融工作委员会的相关职能整合，成立中国银行业监督管理委员会。中国人民银行各地监管办事处同时撤销。同年9月，中央机构编制委员会正式批准中国人民银行的“三定”调整意见。12月27日，第十届全国人民代表大会常务委员会第六次会议审议通过了《中华人民共和国中国人民银行法（修正案）》。
有关金融监管职责调整后，中国人民银行的新职能为“制定和执行货币政策、维护金融稳定、提供金融服务。”同时，“中国人民银行为国务院组成部门，是中华人民共和国的中央银行，是在国务院领导下制定和执行货币政策、维护金融稳定、提供金融服务的宏观调控部门。”这种职能变化表现为“一个强化、一个转换和两个增加”。“一个强化”，即强化与制定和执行货币政策有关的职能。“一个转换”，即转换实施对金融业宏观调控和防范与化解系统性金融风险的方式。“两个增加”，即增加反洗钱和管理信贷征信业两项职能。
修正后的《中国人民银行法》第七条规定，中国人民银行在国务院领导下依法独立执行货币政策，履行职责，开展业务，不受地方政府、各级政府部门、社会团体和个人的干涉。据《华尔街日报》2021年报道，中国人民银行的运作有一定程度的自主权，但它缺乏中央银行的独立性，在政治上需要执行党的政策。
2019年1月，中共中央办公厅、国务院办公厅印发《中国人民银行职能配置、内设机构和人员编制规定》。规定指，“国务院金融稳定发展委员会办公室设在中国人民银行，接受金融委直接领导，承担金融委日常工作”。“中国人民银行的内设机构根据工作需要承担金融委办公室相关工作，接受金融委办公室统筹协调。”
2020年12月22日，中华人民共和国国务院通过《国务院关于实施动产和权利担保统一登记的决定》（国发〔2020〕18号），规定自2021年1月1日起，在全国范围内实施动产和权利担保统一登记。同时规定，国家市场监督管理总局不再承担“管理动产抵押物登记”职责。中国人民银行负责制定生产设备、原材料、半成品、产品抵押和应收账款质押统一登记制度，推进登记服务便利化。

### 分支机构改革后
2023年3月十四届全国人大一次会议审议批准《国务院机构改革方案》，规定：二、……将中国人民银行对金融控股公司等金融集团的日常监管职责、有关金融消费者保护职责……划入国家金融监督管理总局。五、统筹推进中国人民银行分支机构改革。撤销中国人民银行大区分行及分行营业管理部、总行直属营业管理部和省会城市中心支行，在31个省（自治区、直辖市）设立省级分行，在深圳、大连、宁波、青岛、厦门设立计划单列市分行。中国人民银行北京分行保留中国人民银行营业管理部牌子，中国人民银行上海分行与中国人民银行上海总部合署办公。不再保留中国人民银行县（市）支行，相关职能上收至中国人民银行地（市）中心支行。对边境或外贸结售汇业务量大的地区，可根据工作需要，采取中国人民银行地（市）中心支行派出机构方式履行相关管理服务职能。……七、加强金融管理部门工作人员统一规范管理。中国人民银行、国家金融监督管理总局、中国证券监督管理委员会、国家外汇管理局及其分支机构、派出机构均使用行政编制，工作人员纳入国家公务员统一规范管理，执行国家公务员工资待遇标准。
2023年，根据中共中央印发的《党和国家机构改革方案》，不再保留国务院金融稳定发展委员会及其办事机构。将国务院金融稳定发展委员会办公室职责划入中央金融委员会办公室。
2023年8月18日，中国人民银行各省（自治区、直辖市）分行、计划单列市分行及地（市）分行挂牌。
2023年9月24日，中共中央办公厅、国务院办公厅印发《关于调整中国人民银行职责机构编制的通知》，规定，“将设在中国人民银行的国务院金融稳定发展委员会办公室秘书局划入中央金融委员会办公室；中国人民银行不再保留金融消费权益保护局，原由金融消费权益保护局承担的协调推进相关普惠金融工作职责划入金融市场司；宏观审慎管理局不再承担对金融控股公司等金融集团的日常监管职责，将金融市场司承担的统筹互联网金融监管职责、拟订并组织实施宏观信贷指导政策中涉及房地产金融领域的相关职责划入宏观审慎管理局”。
2024年1月，中国人民银行宣布将设立信贷市场司。

## 职责
根据《中华人民共和国中国人民银行法》、《中国人民银行职能配置、内设机构和人员编制规定》，人民银行承担下列职能：
1. 拟订金融业改革、开放和发展规划，承担综合研究并协调解决金融运行中的重大问题、促进金融业协调健康发展的责任。牵头国家金融安全工作协调机制，维护国家金融安全。
2. 牵头建立宏观审慎管理框架，拟订金融业重大法律法规和其他有关法律法规草案，制定审慎监管基本制度，建立健全金融消费者保护基本制度。
3. 制定和执行货币政策、信贷政策，完善货币政策调控体系，负责宏观审慎管理。
4. 牵头负责系统性金融风险防范和应急处置，负责金融控股公司等金融集团和系统重要性金融机构基本规则制定、监测分析和并表监管，视情责成有关监管部门采取相应监管措施，并在必要时经国务院批准对金融机构进行检查监督，牵头组织制定实施系统重要性金融机构恢复和处置计划。
5. 承担最后贷款人责任，负责对因化解金融风险而使用中央银行资金机构的行为进行检查监督。
6. 监督管理银行间债券市场、货币市场、外汇市场、票据市场、黄金市场及上述市场有关场外衍生产品；牵头负责跨市场跨业态跨区域金融风险识别、预警和处置，负责交叉性金融业务的监测评估，会同有关部门制定统一的资产管理产品和公司信用类债券市场及其衍生产品市场基本规则。
7. 负责制定和实施人民币汇率政策，推动人民币跨境使用和国际使用，维护国际收支平衡，实施外汇管理，负责国际国内金融市场跟踪监测和风险预警，监测和管理跨境资本流动，持有、管理和经营国家外汇储备和黄金储备。
8. 牵头负责重要金融基础设施建设规划并统筹实施监管，推进金融基础设施改革与互联互通，统筹互联网金融监管工作。
9. 统筹金融业综合统计，牵头制定统一的金融业综合统计基础标准和工作机制，建设国家金融基础数据库，履行金融统计调查相关工作职责。
10. 组织制定金融业信息化发展规划，负责金融标准化组织管理协调和金融科技相关工作，指导金融业网络安全和信息化工作。
11. 发行人民币，管理人民币流通。
12. 统筹国家支付体系建设并实施监督管理。会同有关部门制定支付结算业务规则，负责全国支付、清算系统的安全稳定高效运行。
13. 经理国库。
14. 承担全国反洗钱和反恐怖融资工作的组织协调和监督管理责任，负责涉嫌洗钱及恐怖活动的资金监测。
15. 管理征信业，推动建立社会信用体系。
16. 参与和中国人民银行业务有关的全球经济金融治理，开展国际金融合作。
17. 按照有关规定从事金融业务活动。
18. 管理国家外汇管理局。
19. 完成党中央、国务院交办的其他任务。

## 机构设置

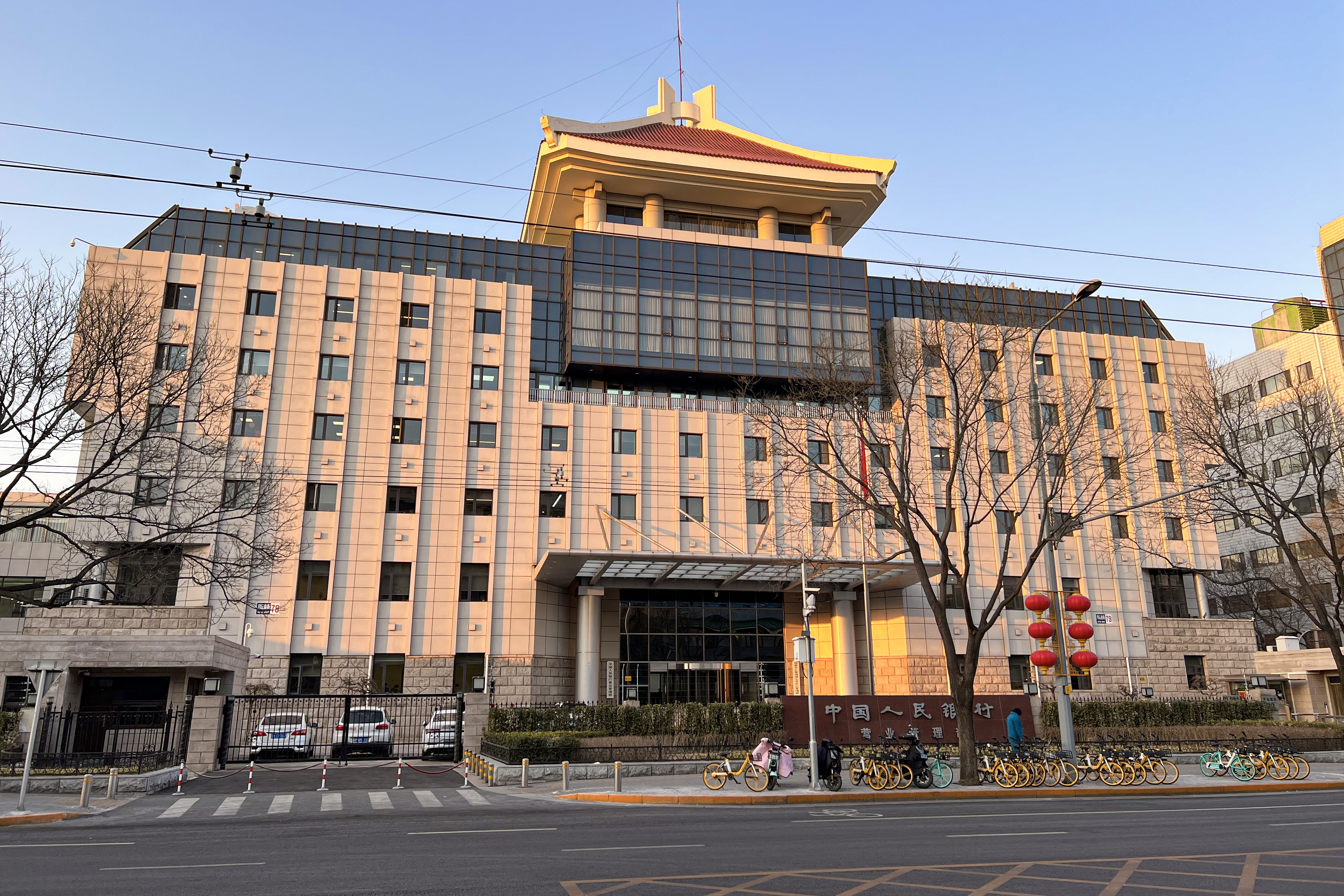
中国人民银行营业管理部

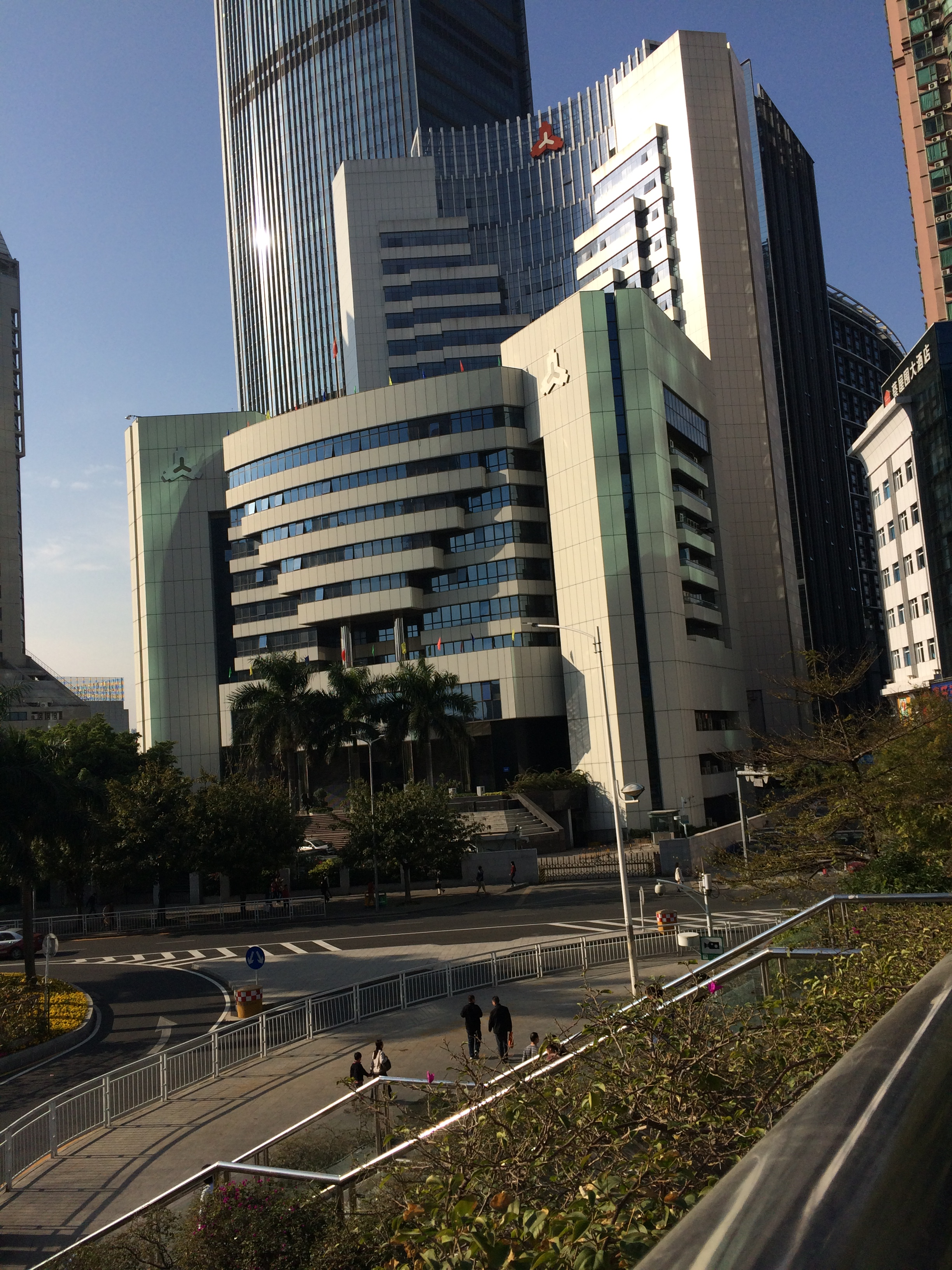
中国人民银行深圳市分行

根据《中国人民银行职能配置、内设机构和人员编制规定》，人民银行设置下列机构：（以下机构除注明外皆为正司局级）

### 咨询议事机构
- 中国人民银行货币政策委员会

### 内设机构
- 办公厅（党委办公室）
- 条法司
- 研究局（参事室）
- 货币政策司
- 宏观审慎管理局
- 金融市场司
- 信贷市场司
- 金融稳定局
- 调查统计司
- 支付结算司
- 科技司
- 货币金银局（保卫局）
- 国库局
- 国际司（港澳台办公室）
- 征信管理局
- 反洗钱局
- 会计财务司
- 内审司（党委巡视工作领导小组办公室）
- 人事司（党委组织部）
- 党委宣传部（党委群工部）
- 机关党委
- 离退休干部局

### 中国人民银行管理的国家局
- 国家外汇管理局（副部级）

### 派出机构
- 中国人民银行上海总部（中国人民银行第二总部）（副部级）
- 中国人民银行驻欧洲（伦敦）代表处
- 中国人民银行驻北美洲代表处
- 中国人民银行驻法兰克福代表处
- 中国人民银行驻东京代表处
- 中国人民银行驻加勒比开发银行联络处
- 中国人民银行驻非洲代表处
- 中国人民银行驻南太平洋代表处

### 直属事业单位
- 中国外汇交易中心（全国银行间同业拆借中心）
- 中国人民银行机关服务中心
- 中国共产党中国人民银行党校
- 中国人民银行金融研究所
- 金融时报社
- 中国人民银行征信中心
- 中国人民银行清算总中心
- 中国人民银行清算总中心上海中心
- 中国钱币博物馆
- 中国人民银行社会保险事业管理局
- 中国金融培训中心
- 中国人民银行数字货币研究所
- 中国人民银行金融信息中心
- 中国人民银行金融基础数据中心
- 中国人民银行郑州培训学院
- 中国反洗钱监测分析中心
- 中国人民银行集中采购中心

### 直属（管理）企业单位
- 中国金融出版社有限公司
- 中国印钞造币集团有限公司
- 中国金融电子化集团有限公司
- 中国银联股份有限公司
- 上海黄金交易所
- 银行间市场清算所股份有限公司
- 上海票据交易所股份有限公司
- 网联清算有限公司
- 跨境银行间支付清算有限责任公司
- 存款保险基金管理有限责任公司

### 主管社会团体
- 中国银行间市场交易商协会
- 中国支付清算协会
- 中国互联网金融协会

### 分支机构
- 中国人民银行上海市分行
- 中国人民银行北京市分行（中国人民银行营业管理部）
- 中国人民银行天津市分行
- 中国人民银行河北省分行
- 中国人民银行山西省分行
- 中国人民银行内蒙古自治区分行
- 中国人民银行辽宁省分行
- 中国人民银行吉林省分行
- 中国人民银行黑龙江省分行
- 中国人民银行江苏省分行
- 中国人民银行浙江省分行
- 中国人民银行安徽省分行
- 中国人民银行福建省分行
- 中国人民银行江西省分行
- 中国人民银行山东省分行
- 中国人民银行河南省分行
- 中国人民银行湖北省分行
- 中国人民银行湖南省分行
- 中国人民银行广东省分行
- 中国人民银行广西壮族自治区分行
- 中国人民银行海南省分行（副厅级）
- 中国人民银行重庆市分行
- 中国人民银行四川省分行
- 中国人民银行贵州省分行
- 中国人民银行云南省分行
- 中国人民银行西藏自治区分行（副厅级）
- 中国人民银行陕西省分行
- 中国人民银行甘肃省分行
- 中国人民银行青海省分行（副厅级）
- 中国人民银行宁夏回族自治区分行（副厅级）
- 中国人民银行新疆维吾尔自治区分行
- 中国人民银行深圳市分行（副厅级）
- 中国人民银行厦门市分行（副厅级）
- 中国人民银行宁波市分行（副厅级）
- 中国人民银行青岛市分行（副厅级）
- 中国人民银行大连市分行（副厅级）

（人民银行上海总部与人民银行上海市分行，合署办公。）

## 历任领导
中国人民银行筹备处主任
- 南汉宸（1947年－1948年）[10]

中国人民银行总经理
- 南汉宸（1948年11月18日－1949年10月）[24][25]

| 中国人民银行行长 - 南汉宸（1949年10月19日－1954年10月) - 曹菊如（1954年11月20日－1964年10月） - 胡立教（1964年10月－文革初期，代理） - 陈希愈（1973年5月13日－1978年3月，财政部副部长兼） - 李葆华（1978年3月5日－1982年5月4日） - 吕培俭（1982年5月4日－1985年3月21日） - 陈慕华（1985年3月21日－1988年4月12日） - 李贵鲜（1988年4月12日－1993年7月2日） - 朱镕基（1993年7月2日－1995年6月30日，国务院副总理兼） - 戴相龙（1995年6月30日－2002年12月28日） - 周小川（2002年12月28日－2018年3月19日） - 易纲（2018年3月19日－2023年7月25日） - 潘功胜（2023年7月25日－） | 中国人民银行党组小组书记 - 南汉宸（1949年11月－1954年10月） 中国人民银行党组书记 - 曹菊如（1955年1月－1964年10月） - 胡立教（1964年10月－文革初期，代理） - 李葆华（1978年1月－1982年4月） - 吕培俭（1982年4月－1985年3月） - 陈慕华（1985年3月－1988年4月） - 李贵鲜（1989年7月－1993年6月） - 周正庆（1993年6月－1995年6月） - 戴相龙（1995年6月－1998年6月） 中国人民银行党委书记 - 戴相龙（1998年6月－2002年12月） - 周小川（2002年12月－2018年3月） - 郭树清（2018年3月－2023年7月，兼中国银行保险监督管理委员会党委书记、主席〔2023年3月10日免兼职〕） - 潘功胜（2023年7月－） |

| 中国人民银行副总经理 - 胡景沄（1948年－1949年10月） - 关学文（1948年－1949年10月） 中国人民银行副行长 - 胡景沄（1949年10月19日－1963年11月；1965年11月－文革初期；1979年1月－1982年4月） - 陈希愈（1953年9月18日－1965年10月；1978年3月－1980年12月） - 黄亚光（1953年9月18日－？） - 曹菊如（1953年9月18日－1954年11月20日） - 崔光（1955年9月16日－1957年） - 乔培新（1955年11月7日－文革初期；1978年3月－1982年2月） - 江东平（1962年6月－1964年9月） - 丁冬放（1962年6月－文革初期；1979年1月－1982年4月） - 李绍禹（1962年6月－文革初期；1979年1月－1982年4月） - 胡立教（1962年6月－1964年10月） - 方皋（1963年8月－文革初期；1978年3月－1982年4月） - 袁子扬（1965年11月－文革初期；1979年1月－1980年9月） - 卜明（1978年3月－1982年4月） - 耿道明（1978年3月－1982年4月） - 李飞（1978年3月－1985年6月） - 朱田顺（1979年12月－1985年6月） - 刘鸿儒（1980年7月－1989年8月） - 邱晴（1980年7月－1990年3月） - 尚明（1980年12月－1982年4月） - 陈立（1980年12月－1983年12月） - 韩雷（1980年12月－1982年4月） - 童赠银（1985年6月－1993年8月） - 周正庆（1986年11月－1995年6月） - 陈元（1988年5月－1998年4月9日） - 白文庆（1989年9月－1995年8月） - 郭振乾（1990年3月－1993年7月） - 戴相龙（1993年7月－1995年6月） - 王岐山（1993年7月－1994年3月） - 朱小华（1993年7月－1996年11月） - 殷介炎（1994年1月－1998年7月14日） - 尚福林（1996年4月－2000年2月18日） - 陈耀先（1996年4月－1997年5月） - 周小川（1996年11月－1998年2月） - 史纪良（1997年10月－2003年3月28日） - 阎海旺（1998年4月9日－2003年3月28日） - 刘明康（1998年4月9日－1999年7月） - 肖钢（1998年10月25日－2003年3月28日） - 刘廷焕（2000年2月18日－2004年7月22日） - 吴晓灵（2000年2月18日－2007年12月23日） - 郭树清（2001年4月11日－2005年3月28日） - 李若谷（2003年5月1日－2005年6月28日） - 苏宁（2003年11月30日－2010年5月24日） - 项俊波（2004年7月22日－2007年6月16日） - 胡晓炼（2005年8月6日－2015年2月） - 刘士余（2006年6月4日－2014年10月29日） - 马德伦（2007年12月23日－2011年10月22日） - 易纲（2007年12月23日－2018年3月19日） - 朱民（2009年10月12日－2010年5月24日） - 杜金富（2010年5月24日－2012年6月2日） - 潘功胜（2012年6月2日－2023年7月25日） - 李东荣（2012年7月11日－2015年2月12日） - 范一飞（2015年2月12日－2022年11月24日） - 郭庆平（2015年2月12日－2016年12月18日） - 陈雨露（2015年10月25日－2022年9月2日） - 张涛（2016年5月13日－2016年9月29日） - 殷勇（2016年12月18日－2018年1月31日） - 郭树清（2018年3月24日－2023年7月4日，2018年3月－2023年7月人民银行党委书记兼，2018年3月17日－2023年3月10日兼银保监会党委书记、主席） - 刘国强（2018年8月3日－2023年12月26日） - 刘桂平（2020年12月7日－2022年5月17日） - 李波（2021年4月16日－2021年9月27日） - 张青松（2022年9月6日－2024年11月29日） - 宣昌能（2022年10月24日－） - 朱鹤新（2023年12月9日－，兼国家外汇管理局局长） - 陆磊（2023年12月26日－） - 陶玲（2024年3月27日－） - 邹澜（2025年2月10日－） | 中国人民银行党组小组副书记 - 胡景沄（1949年11月－1954年12月） 中国人民银行党组副书记 - 陈希愈（1955年9月－1965年10月） - 吴波（1960年9月－1961年10月） - 胡立教（1961年10月－1964年10月） - 胡景沄（1965年11月－文革初期） - 陈希愈（1978年1月－1980年12月） - 胡景沄（1979年3月－1982年4月） - 李飞（1979年3月－1985年6月） - 刘鸿儒（1982年4月－1989年7月） - 邱晴（1986年1月－1990年2月） - 郭振乾（1990年2月－1993年7月） - 戴相龙（1993年7月－1995年6月） - 陈元（1995年7月－1998年3月） - 阎海旺（1998年3月－1998年6月） 中国人民银行党委副书记 - 阎海旺（1998年6月－2003年3月） - 刘明康（1999年3月－7月） - 刘廷焕（2000年2月－2004年7月） - 吴晓灵（2004年7月－2007年12月） - 易纲（2016年3月－2023年7月） |

中国人民银行行长助理
- 丁冬放（1955年11月7日－1962年6月）[64]

……
- 王启人（1990年11月－1991年11月）[65]
- 王成铭（1990年11月－1994年7月）[66]
- 朱元樑（1992年4月－1994年6月，兼计划资金司司长）[67][68]
- 尚福林（1994年－1996年4月）[69]
- 陈耀先（1994年－1996年4月）[70]
- 段晓兴（1996年－1998年）[71]
- 蔡锷生（1998年10月25日－2001年5月）
- 李若谷（2000年6月－2003年5月1日）
- 刘士余（2004年7月31日－2006年6月4日）[36]
- 易纲（2004年7月31日－2007年12月23日）[36]
- 胡晓炼（2004年7月31日－2005年3月27日）[36][39]
- 马德伦（2005年3月27日－2007年12月23日）[39]
- 杜金富（2006年6月4日－2010年5月24日）[41]
- 李东荣（2008年12月28日－2012年7月11日）[72]
- 郭庆平（2008年12月28日－2015年2月12日）[72]
- 金琦（2010年10月18日－2015年3月25日）[40][73]
- 张晓慧（2015年3月25日－2017年12月15日）[74][73]
- 杨子强（2015年3月25日－2016年12月16日）[48][73]
- 殷勇（2015年8月8日－2016年12月18日）[75]
- 刘国强（2016年12月16日－2018年7月）[48]

## 驻行纪检监察组
中央纪律检查委员会国家监察委员会驻中国人民银行纪检监察组，简称中央纪委国家监委驻人民银行纪检监察组，是中国共产党中央纪律检查委员会、中华人民共和国国家监察委员会设在中国人民银行的派驻机构。

### 沿革
文革前，设有中央监察委员会驻中国人民银行监察组，是中央监察委员会派驻机构。1985年5月25日，经中共中央批准设立中央纪委派驻金融系统纪检组，1988年5月19日经国务院批准设立监察部派驻金融系统监察局。二者合署办公。1998年5月19日，《中共中央关于完善金融系统党的领导体制，加强和改进金融系统党的工作有关问题的通知》成立中央金融纪律检查工作委员会（简称中央金融纪工委），是中共中央纪律检查委员会的派出机关，接受中央纪委和中央金融工委的双重领导，撤销中央纪委派驻金融系统纪检组，中央金融纪工委与与中国共产党中国人民银行纪律检查委员会、监察部驻金融系统监察局合署办公。后来改为中国共产党中国人民银行纪律检查委员会（监察部派驻中国人民银行监察局）。2016年1月，改为中央纪委驻中国人民银行纪检组。2018年，改为中央纪委国家监委驻中国人民银行纪检监察组。

### 历任领导
| 组长 …… - 侯颖（1985年8月－1994年，中央纪委派驻金融系统纪检组组长） - 王成铭（1994年7月－1998年6月，中央纪委派驻金融系统纪检组组长；1998年6月－2003年3月，中央金融纪工委书记，中国人民银行纪委书记；2003年3月－11月，中国人民银行纪委书记） - 王洪章（2003年11月－2011年11月，中国人民银行纪委书记） - 王华庆（2012年5月－2016年1月，中国人民银行纪委书记；2016年1月－9月，中央纪委驻中国人民银行纪检组组长） - 王鸿津（2016年9月－2017年9月，中央纪委驻中国人民银行纪检组组长） - 徐加爱（2017年9月－2018年6月，中央纪委驻中国人民银行纪检组组长；2018年6月－2022年7月，中央纪委国家监委驻中国人民银行纪检监察组组长） - 曲吉山（2022年9月－，中央纪委国家监委驻中国人民银行纪检监察组组长） | 副组长 …… - 张进玉（1985年－1992年，中央纪委派驻金融系统纪检组副组长） - 刘建革（1985年－？，监察部派驻金融系统监察局局长） - 赵凤祥（？－？，中央纪委派驻金融系统纪检组副组长、中央金融纪工委副书记、中国人民银行纪委副书记） - 车迎新（？－2003年，中央金融纪工委副书记、中国人民银行纪委副书记） - 宫杰（2002年4月－2003年4月，中央金融纪工委副书记兼中国人民银行纪委副书记） - 王刘明（？－？，中国人民银行纪委副书记、监察部派驻中国人民银行监察局局长） - 徐联初（？－？，中国人民银行纪委副书记） - 王辛敏（2008年2月－2013年4月，中国人民银行纪委副书记；2008年1月－2013年4月，监察部派驻中国人民银行监察局局长） - 辛志光（？－2016年1月，中国人民银行纪委副书记、监察部派驻中国人民银行监察局局长；2016年1月－？，中央纪委驻中国人民银行纪检组副组长） |

## 行徽、题字

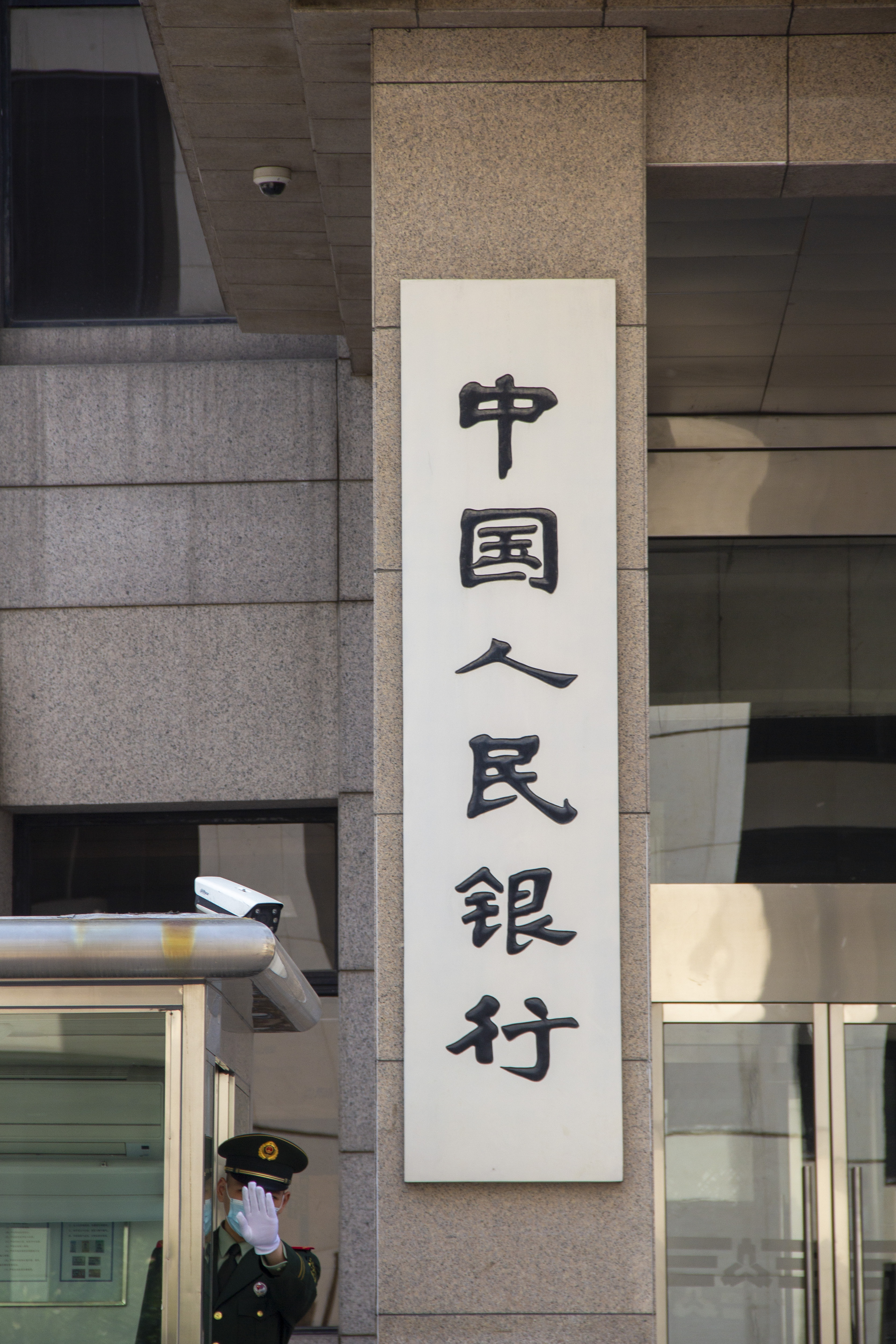
中国人民银行 题字

中国人民银行行徽由中央工艺美术学院教授陈汉民设计，于1988年启用，以三个布币样图案组合成汉字“人”，三个“人”字形的布币形成向心的三角形，表達扩张的动感和稳定发展的态势。
题字原由马文蔚按《张黑女碑》字体书写，后因应简体字施行做了改动。